# Neoklís Sylikiótis
Neoklís Sylikiótis (né le 24 janvier 1959 à Limassol) est un homme politique chypriote membre du Parti progressiste des travailleurs (AKEL).

## Biographie
Neoklís Sylikiótis devient député européen le 24 mai 2014. Il siège dans le groupe de la Gauche unitaire européenne/Gauche verte nordique (GUE/NGL) dont il est vice-président.
Il est président de la délégation pour les relations avec la Palestine, membre de la conférence des présidents des délégations et de la commission de l'industrie, de la recherche et de l'énergie.